# اعتراضات ۲۰۱۱–۲۰۱۲ مراکش
اعتراضات ۲۰۱۱–۲۰۱۲ مراکش، مجموعه‌ای از تظاهرات در سراسر مراکش بود که از ۲۰ فوریه ۲۰۱۱ تا پاییز ۲۰۱۲ رخ داد و بخشی از اعتراضات بزرگتر بهار عربی بود. این اعتراضات، توسط جنبش ۲۰ فوریه، سازماندهی شد.

## برای مطالعهٔ بیشتر
- لارنس، ای. (۲۰۱۷). " سرکوب و کنشگری در میان نخستین محرکان بهار عربی: شواهدی از جنبش ۲۰ فوریه مراکش " مجله بریتانیایی علوم سیاسی، ۴۷ (۳)، ۶۹۹–۷۱۸.